# Sawa (województwo małopolskie)
Sawa – wieś w Polsce położona w województwie małopolskim, w powiecie myślenickim, w gminie Raciechowice}.
W latach 1975–1998 miejscowość administracyjnie należała do województwa krakowskiego.